# 上奇卡
48°46′31″N 23°14′31″E / 48.77528°N 23.24194°E
上奇卡（烏克蘭語：Верхнячка），是烏克蘭的村落，位於該國西部利沃夫州，由斯特雷區科焦瓦市鎮負責管轄，始建於1730年，面積1.74平方公里，2001年人口939，人口密度每平方公里539.66人。